# Entlebuch (distrikt)
Wahlkreis Entlebuch är en av de sex valkretsarna i kantonen Luzern i Schweiz. Valkretsarna i Luzern har ingen administrativ funktion, men används för statistiska ändamål. De kan jämföras med distrikten i andra schweiziska kantoner.
Valkretsen har cirka 24 000 invånare.
Valkretsen består av nio kommuner:
- Doppleschwand
- Entlebuch
- Escholzmatt-Marbach
- Flühli
- Hasle
- Romoos
- Schüpfheim
- Werthenstein
- Wolhusen

Samtliga kommuner i valkretsen är tyskspråkiga.